# Eugenio Necochea Zaraza
Eugenio Necochea Zaraza (Buenos Aires, septiembre de 1797 - Santiago de Chile, 22 de julio de 1862) fue un político y militar chileno-argentino.

## Carrera militar
Hijo de Casimiro Francisco Necochea y de María Mercedes Zaraza. En su juventud residió y estudió en Sevilla, España. Regresó a Buenos Aires en 1814. Se incorporó a la Guardia de Caballería de la ciudad y participó en el motín de Fontezuelas contra el Director Supremo Alvear. Se incorporó al Ejército de los Andes por consejo de su hermano, Mariano Necochea, en el Regimiento de Granaderos a Caballo.
A órdenes de José de San Martín, y con el grado de teniente, pasó a Chile en 1817. Participó en las batallas de Las Coimas, Chacabuco — en la que fue herido de cierta gravedad — Cancha Rayada y Maipú. Habiendo adquirido fama de valiente en estos encuentros, ascendió al el grado de sargento mayor. Hasta 1820 estuvo en prácticamente todas las acciones de la denominada "Guerra a Muerte" contra los españoles que aún intentaban reconquistar el territorio chileno.
Acompañó a San Martín en la expedición al Perú y participó en la primera campaña de la Sierra, peleando en la batalla de Cerro de Pasco. Participó en el sitio y toma de El Callao. Hizo la campaña a órdenes de Rudecindo Alvarado a Puertos Intermedios, combatiendo en Torata y Moquegua, siendo herido en esta segunda batalla.
Tras su regreso a Lima, pasó a Buenos Aires, donde tuvo una modesta actuación política y militar junto a su hermano. Combatió a órdenes del general Juan Lavalle contra Manuel Dorrego y Juan Manuel de Rosas. En 1836 y se exilió en Montevideo y de allí pasó al Perú y Chile.

## Carrera Administrativa
Volvió a Chile en 1836 y fue nombrado Intendente de Chiloé. En 1837 fue reincorporado al ejército chileno con el grado de coronel graduado de caballería.
Fue testigo presencial del asesinato de Diego Portales, en junio de 1837. Publicó artículos en los diarios y un folleto al respecto. 
En 1842 fue nombrado juez suplente de la Corte Marcial de Santiago, y en 1846, segundo juez del mismo tribunal. Intendente de Maule (1849), detuvo su puesto en la Corte Marcial para ocupar dicho cargo administrativo.
En 1854 se desempeñó como inspector general del ejército, de la guardia nacional y comandante general de armas de Santiago.	
Militante Liberal, fue elegido Diputado por Osorno en tres períodos consecutivos (1855-1864), integrando en este período la Comisión permanente de Guerra, Marina, Gobierno y Relaciones Exteriores. 
Falleció antes de terminar su último mandato, siendo reemplazado en julio de 1862 por el diputado suplente, Juan Matte Aldunate.